# Russ Columbo
Russ Columbo, geboren als Ruggiero Eugenio di Rodolfo Colombo (Camden, 14 januari 1908 - Los Angeles, 2 september 1934), was een uit Rome afkomstige Amerikaanse jazzsinger-songwriter, -violist en acteur.

## Biografie
Colombo was het twaalfde kind van de Italiaanse immigrantenouders Nicola en Giulia Colombo. Hij bezocht de Everett Grammar School en hij begon op zeer jonge leeftijd viool te spelen. Hij debuteerde professioneel op 13-jarige leeftijd. Zijn familie verhuisde naar Los Angeles toen hij 16 jaar was en hij bezocht daar de Belmont High School. Op 17-jarige leeftijd verliet hij de school om viool te studeren bij Calmon Luvovski en te reizen met verschillende bands door het land.

### Als acteur
In 1928 op 20-jarige leeftijd begon Columbo te acteren in films met een Vitaphone-short, waarin hij optrad als lid van Gus Arnheim and His Orchestra. Uiteindelijk kreeg hij wat filmwerk voor de camera, maar hij verminderde zijn bioscoopactiviteiten om andere interessen te volgen. Op het moment van zijn overlijden had Columbo net zijn werk beëindigd voor de film Wake Up and Dream. Hij was op weg naar roem toen zijn leven werd beëindigd. Columbo's andere films waren Woman to Woman (met Betty Compton), Wolf Song (met Lupe Vélez), The Texan (met Gary Cooper) en Broadway Thru a Keyhole.

### Als muzikant
Columbo bracht zeven nummers ten gehore als lid van Arnheims strijkorkest, waarvan zes voor Okeh Records en slechts een voor Victor Records (A Peach of a Pair, 18 juni 1930, een paar maanden voordat Bing Crosby zich bij de band voegde, met Al Rinker en Harry Barris as The Rhythm Boys).
Columbo runde voor een poos de nachtclub Pyramid, maar stopte daarmee toen zijn manager hem vertelde dat hij stercapaciteiten had. In 1931 reisde hij naar New York met zijn manager, de songwriter Con Conrad. Conrad verzekerde zich van een late night radio-akkoord met NBC. Dit leidde tot talrijke verbintenissen, een opnamecontract met Victor Records en enorme populariteit bij horden meestal vrouwelijke fans. Niet lang na zijn aankomst in New York ontmoette Columbo de actrice Dorothy Dell tijdens een auditie voor de Ziegfeld Follies en hij zag haar vaker. Conrad deed zijn best om de relatie te verstoren met een reeks publieke romances, waarbij hij Columbo met succes verbond met actrices als Greta Garbo en Pola Negri. Dorothy Dell verongelukte tijdens een auto-ongeluk in juni 1934, enkele maanden voor Columbo's eigen fatale ongeluk.
De zangstijl die graag werd gezien door de gelijken van Columbo, Rudy Vallée en Bing Crosby wordt crooning genoemd. Columbo had een antipathie voor het label, maar het sloeg aan bij het grote publiek. Het verdiende gemeenschappelijke aanbeveling, ondanks het aanvankelijk gebruik als term van spot voor de zangers die hun nederige rustgevende stemmen toepasten in romantische songs. Bovendien, om zijn romantische charme te benadrukken, werd hij 'Radio's Valentino' genoemd.
Columbo componeerde de songs Prisoner of Love, You Call It Madness (But I Call It Love) met Con Conrad, Gladys Du Bois en Paul Gregory, Too Beautiful For Words, opgenomen door het Teddy Joyce Orchestra in 1935, When You're in Love, My Love, Let's Pretend There's a Moon, opgenomen door Fats Waller en Tab Hunter en Hello Sister. Prisoner of Love is een standard die werd opgenomen door Frank Sinatra, Jo Stafford, Art Tatum, Perry Como, The Ink Spots, Mildred Bailey, Teddy Wilson met Lena Horne (zang), Bing Crosby, Billy Eckstine en James Brown. Perry Como had een nummer 1-hit in de Billboard-hitlijst met zijn versie. James Brown had een top 20-hit en vertolkte de song in de Ed Sullivan Show en in de concertfilm The T.A.M.I. Show (1964).

## Overlijden
Op 2 december 1934 werd Columbo doodgeschoten onder vreemde omstandigheden door zijn langjarige vriend, de fotograaf Lansing Brown, toen Columbo hem bezocht in diens huis. Brown had een collectie vuurwapens en de twee mannen waren verschillende stukken aan het bekijken. Daarop ging een wapen af en Russ Columbo werd aan het hoofd getroffen door de afketsende kogel. Zes uur na het ongeluk overleed hij op 26-jarige leeftijd aan zijn verwonding. Columbo werd bijgezet op het Forest Lawn Memorial Park in Glendale.

## Daarna
In 1958 nam de zanger Jerry Vale het tributealbum I Remember Russ op. In 1995, 61 jaar na Columbo's dood, bracht de zanger Tiny Tim ter nagedachtenis aan Columbo het tributealbum Prisoner of Love (A Tribute to Russ Columbo) uit, dat hij opnam met de band Clang.
Columbo is een van de historische figuren die worden genoemd in de compositie Done Too Soon van Neil Diamond. Hij is ook een van de drie bekende crooners, die werden genoemd in de Looney Tunes-cartoon Crosby, Columbo, and Vallee.